# I Am... World Tour (tournée)
Pour les articles homonymes, voir I Am.
Tournées par Beyoncé Knowles
The Beyoncé Experience
(2007) The Mrs. Carter Show World Tour
(2013-14)
I Am... World Tour est la troisième tournée internationale de l'interprète-auteur-compositrice américaine Beyoncé en vue de promouvoir son troisième album studio I Am... Sasha Fierce. La tournée passera par l'Amérique du Nord, l'Europe, l'Asie et l'Australie et a débButé le 26 mars 2009 au Rexall Place d'Edmonton au Canada.
Cette tournée dont l'un des conseillers artistiques et créateur des costumes est le couturier français Thierry Mugler est un véritable succès commercial avec des concerts complets à travers le monde, notamment son concert au stade du Louisiana Superdome à La Nouvelle-Orléans qui a réuni plus 70 000 spectateurs.
Cette tournée a généré 119,5 millions de dollars de recettes (129, 24 millions de dollars en 2015), avec une affluence de 980 715 spectateurs.

## L'histoire
L'annonce de la tournée a été faite le 3 octobre 2008 par le Billboard Magazine, afin de promouvoir son 3e album solo I Am... Sasha Fierce. Beyonce a ensuite dévoilé les dates de sa tournée européenne et 6 dates de l'Amérique du Nord le 11 décembre 2008. Dans une interview à l'Entertainment Weekly, elle dit "J'ai travaillé pour ce spectacle depuis huit mois. [...] J'ai répété et essayé de faire en sorte de mettre ma set list correctement. Maintenant je suis anxieuse et je ne peux pas dormir [...]. Mais je ne peux pas attendre."
Le show a commencé le 26 mars 2009 au Rexall Place à Edmonton, Canada. Le premier leg s'est terminé au bout de 6 concerts à Seattle. Beyoncé a ensuite entamé le deuxième leg à travers l'Europe visitant ainsi des pays qu'elle n'a jamais visités comme la Croatie. Elle s'est ensuite produite dans des pays comme la France, l'Allemagne, le Portugal et l'Espagne et a ensuite fini en donnant une série de 15 concerts au Royaume-Uni et en Irlande. Elle a ensuite entamé la 3e partie de ses concerts avec deux shows au Madison Square Garden. Elle a ensuite continué sa tournée à travers les plus grandes villes des États-Unis notamment à La Nouvelle-Orléans dans le stade du Louisiana Superdome, dont son concert qui faisait partie du "Essence Music festival" est le premier concert complet de ce festival réunissant ainsi plus de 70 000 spectateurs.
Puis, en raison d'une forte demande de tickets, une série de 11 concerts a plus tard été rajoutée au Royaume-Uni et en Irlande en novembre 2009.

### Thierry Mugler
Après avoir vue l'exposition Superheroes, Fashion and Fantasy à New York de Thierry Mugler, Beyoncé est devenue amoureuse de son travail. Elle lui demande donc de créer spécialement pour sa tournée une série de 72 costumes pour elle, ses danseurs et ses musiciennes. De plus, le créateur français a également un rôle de conseiller artistique et dirige aussi certaines parties du show que ce soit l'éclairage ou bien la mise en scène. Dans une interview[Laquelle ?], Thierry Mugler affirme qu'il a voulu démontrer « la dualité entre le fait d'être une femme et une guerrière. […] Sasha Fierce est une part de Beyoncé, elle est celle que l'on voit sur scène. […] J'ai essayé de comprendre ces deux côtés avec ma propre perception de ces deux aspects. » En tant que conseiller créateur de la tournée, il a travaillé sur les aspects visuels de tout le spectacle, des feux, des jeux, des costumes. Il décrit les costumes comme « très complexes », et enraciné dans les significations des chansons : « Féminine. Libre. Guerrière. Féroce. »

## La scène
Il existe en fait deux scènes durant cette tournée. Le "Main stage" qui est la scène principale et qui constitue une scène classique. Sur cette scène se trouve un grand escalier amovible dont les marches sont en fait composées de Led, ce qui permet d'obtenir des effets de lumière et de projeter des vidéos sur celles-ci. On trouve également sur cette scène deux structures en verres, qui peuvent avance ou reculer sur la scène au gré des chansons, et sur lesquelles se trouvent le groupe de musiciennes de Beyonce les "Suga Mama" ainsi que ses choristes les "Mamas". Derrière cette scène, on a également un écran géant, ainsi que deux autres plus petits écrans de chaque côté de celui-ci qui retransmettent les déplacements et chorégraphies de la chanteuse et de ses danseurs ainsi que toutes les vidéos interludes.
La deuxième scène est une scène centrale "B-Stage". Cette scène de forme carrée est entièrement recouverte d'un écran.

## Le concert (Set List et Synopsis)
1. Crazy in Love
2. Naughty Girl
3. Freakum Dress
4. Get Me Bodied
5. Smash Into You
6. Ave Maria
7. Broken-Hearted Girl
8. If I Were A Boy
9. Diva
10. Radio
11. Me, Myself and I
12. Ego
13. Hello
14. Baby Boy
15. Irreplaceable
16. Check on It
17. Sweet Dreams
18. Upgrade U
19. Video Phone
20. Say My Name
21. At Last
22. Listen
23. Scared of Lonely
24. Single Ladies
25. Halo

## Dates de la tournée
| Date             | Ville               | Pays               | Salle                            | Affluence         | Revenu Brut |
| ---------------- | ------------------- | ------------------ | -------------------------------- | ----------------- | ----------- |
| Amérique du Nord |                     |                    |                                  |                   |             |
|                  |                     |                    |                                  |                   |             |
| 26 mars 2009     | Edmonton            | Canada             | Rexall Place                     | 6,618 / 10,596    | $570,147    |
| 27 mars 2009     | Saskatoon           | Canada             | Credit Union Centre              | 5,280 / 9,847     | $373,817    |
| 28 mars 2009     | Winnipeg            | Canada             | MTS Centre                       | 5,613 / 8,971     | $378,530    |
| 31 mars 2009     | Vancouver           | Canada             | General Motors Place             | 10,685 / 12,595   | $869,402    |
| 01 avril 2009    | Seattle             | États-Unis         | KeyArena                         | 6,740 / 10,579    | $565,289    |
| TOTAL            | TOTAL               | TOTAL              | TOTAL                            | 34,936 / 52,588   | $2,757,185  |
| Europe           |                     |                    |                                  |                   |             |
| 26/04/2009       | Zagreb              | Croatie            | Arena Zagreb                     | 16,599 / 17,190   | $821,482    |
| 28/04/2009       | Vienne              | Autriche           | Wiener Stadthalle                | 4,150 / 5,100     | $389,427    |
| 29/04/2009       | Budapest            | Hongrie            | Budapest Sports Arena            | 8,110 / 9,000     | $546,703    |
| 30/04/2009       | Prague              | République tchèque | O2 Arena                         | 10,591 / 16,500   | $612,045    |
| 02/05/2009       | Rotterdam           | Pays-Bas           | The Ahoy                         | 20,297 / 20,297   | $1,410,944  |
| 03/05/2009       | Rotterdam           | Pays-Bas           | The Ahoy                         | 20,297 / 20,297   | $1,410,944  |
| 05/05/2009       | Paris               | France             | Palais omnisports de Paris-Bercy | 16,149 / 16,149   | $1,139,204  |
| 06/05/2009       | Strasbourg          | France             | Zénith de Strasbourg             | 5,869 / 10,300    | $351,004    |
| 07/05/2009       | Anvers              | Belgique           | Sportpaleis                      | 15,780 / 15,836   | $1,031,461  |
| 08/05/2009       | Berlin              | Allemagne          | O2 World                         | 10,039 / 12,477   | $602,785    |
| 10/05/2009       | Herning             | Danemark           | MCH Herning Kongrescenter        | 7,222 / 7,222     | $514,196    |
| 11/05/2009       | Gothembourg         | Suède              | Scandinavium                     | 8,271 / 8,500     | $582,782    |
| 13/05/2009       | Stockholm           | Suède              | Ericsson Globe                   | 10,640 / 10,640   | $707,602    |
| 15/05/2009       | Oberhausen          | Allemagne          | König-Pilsener Arena             | 7,222 / 10,037    | $503,070    |
| 16/05/2009       | Zurich              | Suisse             | Hallenstadion                    | 11,868 / 12,240   | $880,524    |
| 18/05/2009       | Lisbonne            | Portugal           | Pavilhão Atlântico               | 17,944 / 18,649   | $880,524    |
| 19/05/2009       | Madrid              | Espagne            | Palacio de Deportes              | 15,061 / 15,061   | $903,901    |
| 20/05/2009       | Barcelone           | Espagne            | Palau Sant Jordi                 | 10,560 / 15,013   | $658,351    |
| 22/05/2009       | Newcastle           | Royaume-Uni        | Metro Radio Arena                | 10,446 / 11,153   | $801,884    |
| 23/05/2009       | Birmingham          | Royaume-Uni        | National Indoor Arena            | 11,256 / 11,256   | $837,761    |
| 25/05/2009       | Londres             | Royaume-Uni        | The O2 Arena                     | 68,927 / 69,520   | $4,890,316  |
| 26/05/2009       | Londres             | Royaume-Uni        | The O2 Arena                     | 68,927 / 69,520   | $4,890,316  |
| 27/05/2009       | Manchester          | Royaume-Uni        | Manchester Evening News Arena    | 14,592 / 14,830   | $1,086,717  |
| 29/05/2009       | Dublin              | Irlande            | The O2                           | 50,606 / 50,606   | $4,782,898  |
| 30/05/2009       | Dublin              | Irlande            | The O2                           | 50,606 / 50,606   | $4,782,898  |
| 31/05/2009       | Belfast             | Royaume-Uni        | Odyssey Arena                    | 19,600 / 19,600   | $1,505,677  |
| 01/06/2009       | Belfast             | Royaume-Uni        | Odyssey Arena                    | 19,600 / 19,600   | $1,505,677  |
| 03/06/2009       | Dublin              | Irlande            | The O2                           |                   |             |
| 04/06/2009       | Dublin              | Irlande            | The O2                           |                   |             |
| 06/06/2009       | Liverpool           | Royaume-Uni        | Echo Arena                       | 10,730 / 10,730   | $913,026    |
| 07/06/2009       | Sheffield           | Royaume-Uni        | Sheffield Arena                  | 11,049 / 11,049   | $901,750    |
| 08/06/2009       | Londres             | Royaume-Uni        | The O2 Arena                     |                   |             |
| 09/06/2009       | Londres             | Royaume-Uni        | The O2 Arena                     |                   |             |
| TOTAL            | TOTAL               | TOTAL              | TOTAL                            | 393,578 / 418,955 | $28,256,053 |
| Amérique du Nord |                     |                    |                                  |                   |             |
| 21/06/2009       | New York            | États-Unis         | Madison Square Garden            |                   |             |
| 22/06/2009       | New York            | États-Unis         | Madison Square Garden            |                   |             |
| 23/06/2009       | Baltimore           | États-Unis         | 1st Mariner Arena                |                   |             |
| 24/06/2009       | Washington, D.C.    | États-Unis         | Verizon Center                   |                   |             |
| 26/06/2009       | Philadelphie        | États-Unis         | Wachovia Center                  |                   |             |
| 27/06/2009       | Greensboro          | États-Unis         | Greensboro Coliseum              |                   |             |
| 29/06/2009       | Ft. Lauderdale      | États-Unis         | Bank Atlantic Center             |                   |             |
| 01/07/2009       | Atlanta             | États-Unis         | Philips Arena                    |                   |             |
| 03/07/2009       | Nouvelle-Orléans    | États-Unis         | Louisiana Superdome              |                   |             |
| 04/07/2009       | Houston             | États-Unis         | Toyota Center                    |                   |             |
| 05/07/2009       | Dallas              | États-Unis         | American Airlines Center         |                   |             |
| 07/07/2009       | Phoenix             | États-Unis         | US Airways Center                |                   |             |
| 09/07/2009       | Sacramento          | États-Unis         | ARCO Arena                       |                   |             |
| 10/07/2009       | Oakland             | États-Unis         | Oracle Arena                     |                   |             |
| 11/07/2009       | Anaheim             | États-Unis         | Honda Center                     |                   |             |
| 13/07/2009       | Los Angeles         | États-Unis         | Staples Center                   |                   |             |
| 16/07/2009       | Minneapolis         | États-Unis         | Target Center                    |                   |             |
| 17/07/2009       | Chicago             | États-Unis         | United Center                    |                   |             |
| 18/07/2009       | Auburn Hills        | États-Unis         | The Palace of Auburn Hills       |                   |             |
| 20/07/2009       | Toronto             | Canada             | Molson Amphitheatre              |                   |             |
| 21/07/2009       | Montréal            | Canada             | Bell Centre                      |                   |             |
| 23/07/2009       | Uncasville          | États-Unis         | Mohegan Sun Arena                |                   |             |
| 24/07/2009       | East Rutherford     | États-Unis         | Izod Center                      |                   |             |
| 30/07/2009       | Las Vegas           | États-Unis         | Encore Theater                   |                   |             |
| 31/07/2009       | Las Vegas           | États-Unis         | Encore Theater                   |                   |             |
| 01/08/2009       | Las Vegas           | États-Unis         | Encore Theater                   |                   |             |
| 02/08/2009       | Las Vegas           | États-Unis         | Encore Theater                   |                   |             |
| Asie             |                     |                    |                                  |                   |             |
| 07/08/2009       | Osaka               | Japon              | Maishima Arena                   |                   |             |
| 09/08/2009       | Tokyo               | Japon              | Chiba Marine Stadium             |                   |             |
| Europe           |                     |                    |                                  |                   |             |
| 30/08/2009       | Donetsk             | Ukraine            | Donbass Arena                    |                   |             |
| Australie        |                     |                    |                                  |                   |             |
| 12/09/2009       | Brisbane            | Australie          | Brisbane Entertainment Centre    |                   |             |
| 13/09/2009       | Brisbane            | Australie          | Brisbane Entertainment Centre    |                   |             |
| 15/09/2009       | Melbourne           | Australie          | Rod Laver Arena                  |                   |             |
| 16/09/2009       | Melbourne           | Australie          | Rod Laver Arena                  |                   |             |
| 18/09/2009       | Sydney              | Australie          | Acer Arena                       |                   |             |
| 19/09/2009       | Sydney              | Australie          | Acer Arena                       |                   |             |
| 20/09/2009       | Sydney              | Australie          | Acer Arena                       |                   |             |
| 22/09/2009       | Adelaide            | Australie          | Adelaide Entertainment Centre    |                   |             |
| 24/09/2009       | Perth               | Australie          | Burswood Dome                    |                   |             |
| Europe           |                     | Australie          |                                  |                   |             |
| 02/11/2009       | Moscou              | Russie             | Olympic Stadium                  |                   |             |
| Afrique          |                     |                    |                                  |                   |             |
| 06/11/2009       | Port Ghalib         | Égypte             | Red Sea Resort                   |                   |             |
| Europe           |                     |                    |                                  |                   |             |
| 08/11/2009       | Athènes             | Grèce              | Olympic Stadium                  |                   |             |
| 11/11/2009       | Liverpool           | Royaume-Uni        | Echo Arena                       |                   |             |
| 12/11/2009       | Birmingham          | Royaume-Uni        | National Indoor Arena            |                   |             |
| 14/11/2009       | Londres             | Royaume-Uni        | The O2 Arena                     |                   |             |
| 15/11/2009       | Londres             | Royaume-Uni        | The O2 Arena                     |                   |             |
| 16/11/2009       | Londres             | Royaume-Uni        | The O2 Arena                     |                   |             |
| 18/11/2009       | Manchester          | Royaume-Uni        | MEN Arena                        |                   |             |
| 19/11/2009       | Newcastle upon Tyne | Royaume-Uni        | Metro Radio Arena                |                   |             |
| 20/11/2009       | Nottingham          | Royaume-Uni        | Trent FM Arena                   |                   |             |
| 22/11/2009       | Dublin              | Irlande            | The O2                           |                   |             |
| 23/11/2009       | Dublin              | Irlande            | The O2                           |                   |             |
| 24/11/2009       | Belfast             | Royaume-Uni        | Odyssey Arena                    |                   |             |
| Amérique du Sud  |                     |                    |                                  |                   |             |
| 04/02/2010       | Florianópolis       | Brésil             | Parque do Planeta Atlântida      |                   |             |
| 06/02/2010       | São Paulo           | Brésil             | Pacaembu                         |                   |             |
| 07/02/2010       | Rio de Janeiro      | Brésil             | HSBC Arena                       |                   |             |
| 10/02/2010       | Salvador            | Brésil             | Esyadio Pituacu                  |                   |             |
| 12/02/2010       | Caracas             | Venezuela          | Hipodromo La Rinconada           |                   |             |
| 14/02/2010       | Santiago            | Chili              | Movistar Arena                   |                   |             |
| 16/02/2010       | Lima                | Pérou              | Estadio Monumental               |                   |             |
| 20/02/2010       | San Juan            | Porto Rico         | Coliseo de Puerto Rico           |                   |             |